# 12557 Caracol
12557 Caracol là một tiểu hành tinh vành đai chính with a periapsis 3.1341452 AU. Nó có độ lệch tâm quỹ đạo là 0.0053596 và chu kỳ quỹ đạo là 2053.3004866 ngày (5.62 năm).
Cagnoli có vận tốc quỹ đạo trung bình là 16.76450401 km/s và độ nghiêng quỹ đạo là 4.82327°.
Nó được đặt theo tên El Caracol ở Chichén Itza in the Mexican state thuộc Yucatán.